# الحروب الألبانية التركية (1432-1479)
الحروب الألبانية التركية (1432-1479)، حرب معادية للعثمانيين استمرت زهاء 47 عامًا بقيادة السنجق بكي إسكندر بك العثماني المنشق ووالده جون كاستريوتي على أراضي السناجق العثمانية: ألبانيا وديبرا وأوهريد (ألبانيا ومقدونيا الشمالية في عصرنا الحالي) وشملت أيضًا الديسبوتية الصربية (صربيا وكوسوفو في عصرنا الحالي) وإمارة زيتا (الجبل الأسود حاليًا).

## التاريخ

### الثورة الألبانية 1432-1436

سنجق ألبانيا عام 1431

كانت الثورة الألبانية 1432-1436 سلسلة من الصراعات بين المتمردين الألبان والإمبراطورية العثمانية خلال الفترة المبكرة من الحكم العثماني في المنطقة. أشعلها استبدال نسبة كبيرة من النبلاء المحليين بملاك الأراضي العثمانيين والحكم المركزي ونظام الضرائب العثماني، ثار السكان والنبلاء بقيادة جورج أريانيتي بصفة أساسية ضد العثمانيين.
أثناء مراحل الثورة الأولى، تعرض العديد من مالكي الأراضي (تيمار) للقتل أو الطرد. ومع توسع الثورة، عاد النبلاء الذين ضُمِّت أملاكهم من قبل العثمانيين للالتحاق بالثورة وبدأت محاولات لتشكيل تحالفات مع الإمبراطورية الرومانية المقدسة. في حين نجح قادة الثورة بهزيمة الحملات العثمانية المتعاقبة، فشلوا في الاستيلاء على العديد من المدن الهامة من سنجق ألبانيا. منحت الحصارات المطولة مثل حصار جيروكاستر، عاصمة السنجق، الوقت للجيش العثماني لتجميع قوات كبيرة من أرجاء الإمبراطورية وإخماد الثورة الرئيسية بحلول نهاية عام 1436. ارتكبت القوات العثمانية عددًا من المذابح في أعقاب الثورة.
إبان قمع الثورة الشديد، سُمح لأولئك الذين قبلوا بالولاية العثمانية بالاحتفاظ بممتلكاتهم والاستقلال الذاتي الجزئي بصفة مبدئية. مُنح أيضًا العديد من التيمارت للألبان المحليين الذين شغلوا مناصب عليا في الإدارة، لا سيما أثناء حكم يعقوب بك مزكا وإسكندر بك. طوال عملية إعادة السلام، استمرت مناطق ريفية عدة بالثورة واندلعت حركات تمرد جديدة، مثل ثيودور كورونا موساتشي عام 1437. مع توسيع الإمبراطورية منطقة حكمها في البلقان، استؤنفت محاولات الأخذ بالمركزية واستبدال مالكي التيمار المحليين بملاك الأراضي العثمانيين. مهدت هذه السياسات جزئيًا نحو تشكيل عصبة ليجه تحت حكم إسكندر بك عام 1444 وحقبة جديدة في الحروب العثمانية الألبانية.

#### خلفية
في أواخر القرن الرابع عشر وأوائل القرن الخامس عشر، هزمت الإمبراطورية العثمانية تدريجيًا الحكم الألباني المحلي مشكلةً سنجق ألبانيا كتقسيم إداري للإمبراطورية. وكجزء من نظام التيمار، استُبدِل معظم الأسياد الإقطاعيين المحليين بعثمانيين من الأناضول. تشير سجلات المساحة والمسح العقاري (دفتر) من عام 1431-1432 إلى أن نحو 75 -80% من التيمارات قد مُنحت للصبايحية المسلمين العثمانيين (سلاح الفرسان الإقطاعي)، في حين أن المناطق المتبقية وخاصة النائية، التي لم تكن تحت السيطرة العثمانية الكاملة ، قد مُنحت للصبايحية الألبان المسيحيين والمسلمين على حد سواء. أدى استبدال طبقة النبلاء بنظام التيمار إلى نشوب الصراعات، ونتيجة لذلك لم تكن العديد من المناطق الريفية خاضعة للحكم العثماني المطلق.

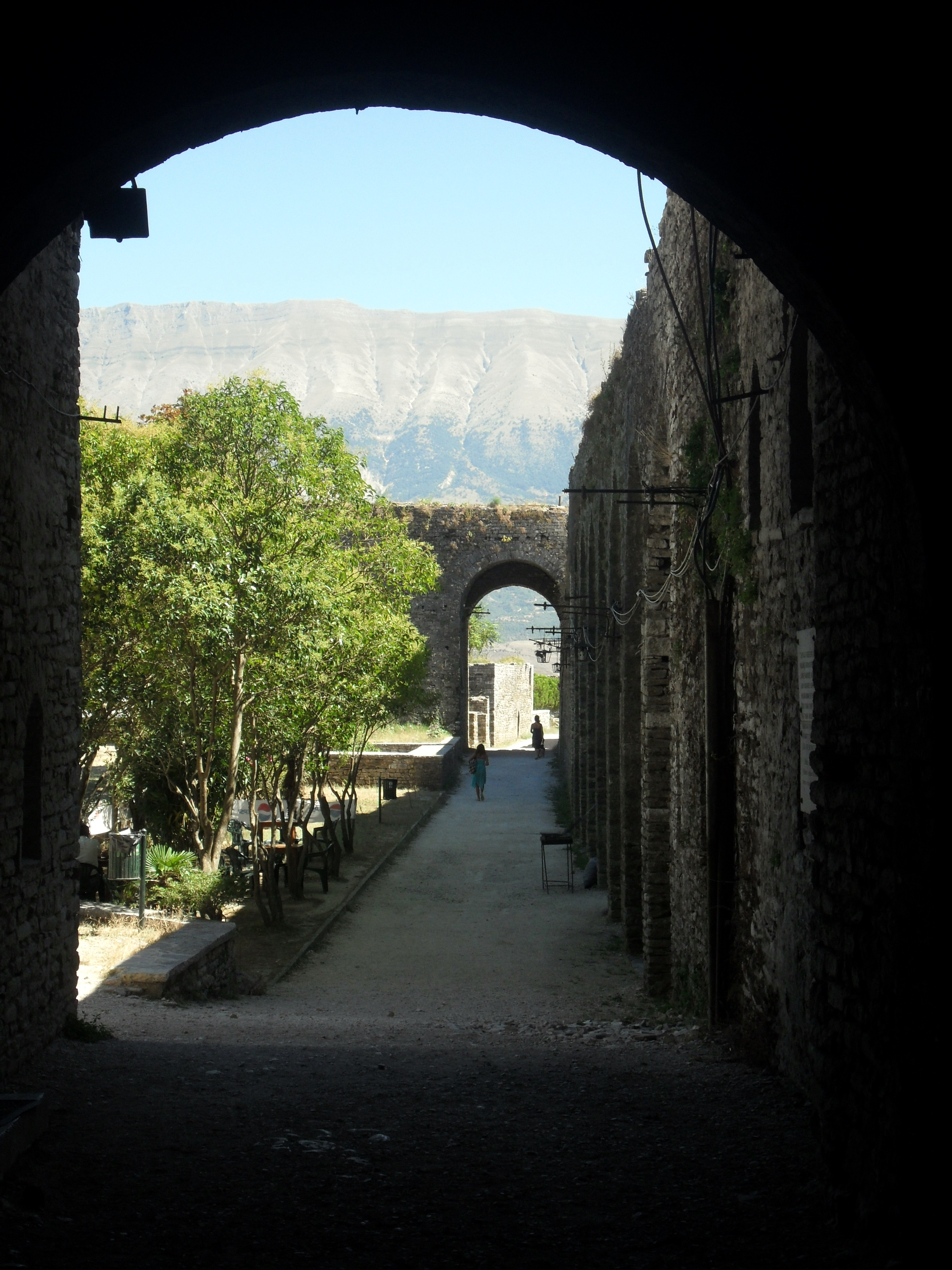
قلعة جيروكاستر، حوصرت من قبل ديبو زينيبيشي الذي هُزم على يد طرخان بك

بموجب القانون الضريبي السابق، كان يتعين على المزارعين أن يدفعوا عُشر ناتجهم الزراعي الموسمي، 1 دوكات و4 جروشن (تِسْعَين من الدوكات) إلى أسيادهم. هدَفَ النظام العثماني إلى زيادة الإيرادات لدعم النفقات العسكرية، وبالتالي فُرضِت ضرائب جديدة وتغيرت الضرائب القائمة. بالإضافة إلى 1/10 من الإنتاج الزراعي، وَجَبَ على الأسر التي اعتنقت الإسلام أن تدفع 22 آقجة (قرابة 0.6 دوكات) لمالكي التيمار، في حين اضطرت الأسر غير المسلمة إلى دفع 25 آقجة (قرابة 0.7 دوقات). خضعت كلا المجموعتين لضرائب إضافية كضريبة العوارض، وهي ضريبة نقدية سنوية فُرِضت على الأسر المسجلة في المسح العقاري. وكان لزامًا على غير المسلمين أيضًا أن يدفعوا 45 آقجة (قرابة 1,3 دوكات) كجزء من الجزية، ووجب عليهم أن يزودوا الدولة العثمانية بانتظام بالمجندين الشبان وفقًا لنظام الدوشيرمة، وهو ما تطلب تجنيد الشباب الذكور في الجيش العثماني واعتناقهم الإسلام.
نتيجة لذلك، أدت التغييرات التي طرأت على حقوق الملكية، والعلاقات بين الأسياد الإقطاعيين والفلاحين، ونظام الضرائب، وسن نظام الدوشيرمة إلى ظهور المزيد من المقاومة. ونظرًا لأن التغييرات التي طرأت على النبلاء والفلاحين على حدٍّ سواء قد نُفذت أساسًا من خلال التسجيل في المسح العقاري، حاولت العديد من الأسر تفادي التسجيل في المسح الذي أجري في 1431-1432 والتجأت إلى المناطق الجبلية، بينما استعد النبلاء للصراع المسلح.

#### الثورة
اندلعت الثورة عام 1432 بعدما هزم أندريا ثوبيا قوة عثمانية صغيرة وسط ألبانيا. وفي وقت لاحق من ذلك العام فقد العثمانيون السيطرة على ميناء فلوره المركزي. دعا المتمردون جورج أريانيتي الذي كان يعيش في البلاط العثماني كرهينة لقيادة الثورة في مناطق أهله. فرَّ من أدرنة استجابةً لهم وعاد إلى ألبانيا. في شتاء عام 1432، جمع السلطان مراد الثاني قوة قوامها زهاء 10,000 جندي تحت حكم علي بك الذي زحف على طريق فيا إغناتيا ليصل إلى وادي شكومبين الأوسط حيث وقع في كمين جورج أريانيتي وهُزم على يده. حثَّ انتصاره الألبان في منطقة جيروكاستر على استدعاء ديبو زينيبيشي الذي استقر في أملاكه في كورفو إبان الغزو العثماني لإمارة جيروكاستر كي يقود الثورة في الجنوب. بعد نشره الثورة في المناطق القريبة، بما في ذلك كيلسيرا وزاغوريا وبوغون، حاصرت قواته مدينة جيروكاستر الجنوبية عاصمة سنجق ألبانيا. على مقربة من كيلسيرا استولى المتمردون على القلعة، ولكن الحصار المتزامن لجيروكاستر قد طال أمده فهاجم طرخان بك القوات التي حاصرت المدينة وهزمهم في مطلع عام 1433. أُسِر زينيبيشي ثم أُعدم.
في صيف 1433، نهب جيش بقيادة سنان باشا، بكلربك روملي، منطقتي كانينا ويانينا وتوجه شمالًا حيث أخضع المتمردين في أراضي جون كاستريوتي الذي أصبح تابعًا عثمانيًا، بينما ابنه إسكندر بك الذي دُعي ليلتحق بالثورة بقي في خدمة العثمانيين في الأناضول. في أغسطس 1433، انعقد مجلس شيوخ البندقية لتقييم الأوضاع واعتبر أن الثورة تشكل تهديدًا لأراضي البندقية في المنطقة أيضًا. وفي شمال ألبانيا، استولى نيكولاس دوكاجيني على أراضي تابعة لإمارة دوكاجيني ما قبل العثمانيين وحاصر واستولى على حصن داغنوم. ثم حاول دوكاجيني أن يتحالف مع البندقية بتقديمه عرضًا بقبول سيادة البندقية ومنحهم السيطرة على داغنوم. ومع ذلك، رفضت البندقية أي نوع من المشاركة في خطته والثورة بشكل عام. لم يكن دوكاجيني على علم بأن حسن بك، حاكم داغنوم العثماني، قد طلب مساعدة البندقية بعد هزيمته. وبما أن البندقية لم تكن راغبة في إثارة الخصومة مع العثمانيين، أُمِر قائد إشقودرة (سكوتاري) بمساعدة حسن بك في استعادة داغنوم. أُرسِلت الأسلحة فيما بعد إلى حامية ليجه (أليسيو) وبحلول عام 1435 استعاد العثمانيون السيطرة على الحصن. وفي وسط ألبانيا، حاصر أندريا ثوبيا قلعة كرويه لكن دون جدوى، بينما بدأ حصار حصن كانينا في منطقة فلوره. سقطت فلوره في أيدي المتمردين في أوائل مايو 1432، لكن لا بد أنها استُعيدت  بحلول مايو 1434 إذ تذكر وثائق البندقية المعاصرة وجود مسؤول عثماني (صوباشي) يخدم هناك آنذاك.